# Pas de bras, pas de chocolat !
« Pas de bras, pas de chocolat ! » est la réplique clé d’une histoire drôle empreinte d’humour noir :
« Maman, je peux avoir du chocolat ?
– Il y en a dans le placard, va donc te servir,
– Mais Maman, je peux pas, tu sais bien que je n’ai pas de bras…
– Pas de bras, pas de chocolat ! »
Moquant l'arbitraire parental, cette réplique est passée dans le langage populaire. Elle sert à mettre en avant l’absurdité d’une interdiction, ou à se moquer de quelqu’un face à une impossibilité physique.

## Usage

### Politique
L'expression a déjà été utilisée en politique : Jean-Louis Borloo en a fait usage à l'Assemblée nationale française en réponse au discours de politique générale de Jean-Marc Ayrault, le 3 juillet 2012,.

### Musique
- Le DJ Philippe Corti a sorti un single au début des années 1990 intitulé Pas de bras, pas de chocolat, faisant référence à la blague bien connue. Certains[Qui ?] ont émis l'idée que ce serait en fait la blague qui viendrait de la chanson de Corti, toutefois cette hypothèse paraît peu crédible.
- Bertrand Betsch a repris cette expression en 2004 dans la chanson éponyme de l’album Pas de bras, pas de chocolat.
- Le groupe de rap/slam Spoke Orkestra chante 3 bras, plein de chocolat, allusions aux mutations dues à la radioactivité, dans leur chanson Tchernobyl mon amour
- Oldelaf et Monsieur D ont fait de même dans la chanson Pas d’bras, dans l’album L’Album de la maturité.
- Le Starflam y fait également référence dans sa chanson Soir de dèche où « chocolat » signifie haschisch.
- Cette expression est aussi reprise dans la chanson Regarde moi de Astonvilla, tirée de l’album De jour comme de nuit.
- Dans le clip de la chanson Plaire de Gérald Genty, l’actrice propose du chocolat à un autre acteur joué par Gérald, celui-ci n’ayant plus de bras.

### Publicité
- Chocolat Brah : la publicité « pas d’Brah, pas de chocolat ».

- SEB a repris le concept dans la publicité clipso, pour montrer la simplicité d’utilisation de son produit, quand la maman demande à sa fille de l’aider, la petite fille répond « je peux pas, j’ai pas de mains ».
- Dans la publicité virale des Chocolats de Léa, l’expression est seulement évoquée par la Vénus de Milo et le slogan « la vie est cruelle ».
- TalkTelMobile a utilisé l'expression dans une annonce publicitaire[4] dans lequel un enfant sans bras demande du chocolat à sa mère.
- Dans la publicité "Plutôt deux fois qu'une" de Poulain en 1991, une mère donne du chocolat à son fils, qui ne peut pas en manger car il a les deux bras immobilisés par des plâtres[5]. Les Nuls ont également parodié cette publicité[6].
- En 2003, l'enseigne Bricorama a proposé une promotion sur sa gamme de tournevis électriques intitulée "pas de bras, pas de tournevis".

### Télévision
- Un long-métrage documentaire de Julien Richard-Thomson est produit par Canal Plus en 2019 en référence à cette phrase : Pas de bras, pas de cinéma? , qui traite le handicap dans l’Histoire du cinéma.
- Dans la version française de la série Dr House (saison 1 épisode 7) , le Dr Gregory House prononce lui aussi « Pas de bras, pas de chocolat ». (Dans la version originale, la réplique correspondante est « No pain, no gain », expression équivalente de « on n’a rien sans rien ».)
- Dans la série Nerdz, Régis-Robert prononce une variante « Pas de bras, pas de chocobras » dans la saison 2.

### Cinéma
- En 2011 le film Intouchables d’Éric Toledano et Olivier Nakache contient également une scène avec Omar Sy et François Cluzet où la réplique est utilisée au premier degré et évoque la notoriété de l’expression[7]. Les sous-titres en anglais traduisent la blague française par « No handy, no candy »[8] ou « No feet, no sweets », qui conserve la rime qui participe au caractère de la blague en français[9]. Cependant, le remake The Upside de Neil Burger ne reprend pas cette réplique culte[10].

### Jeux vidéo
- En 2007, dans la version française du jeu Halo 3, cette tirade est utilisée au début du niveau « Nid de corbeaux » (en difficulté héroïque). En sortant du QG pour défendre le premier hangar, au bout du tunnel on aperçoit un soldat de l'UNSC frappant à une porte blindée. On peut alors entendre qu'il parle à quelqu'un se trouvant de l'autre côté de la porte et lui demandant un mot de passe afin de lui permettre d'entrer.
- Cette réplique a été reprise dans le jeu Max Payne 3 et représente un défi nommé « ...pas de chocolat ! » après avoir effectué un certain nombre de tirs dans les bras de vos adversaires.
- Cette réplique a été reprise dans le jeu Call of Duty: Black Ops, dans les maps « Shangri-la » et « Moon » par le personnage Dempsey, parlant à un zombie.
- Il existe aussi une variante chez les joueurs du jeu de cartes Magic the Gathering et rôlistes, celle-ci est la suivante : « pas de mana, pas de chocolat » en rapport avec le fonctionnement des sorts chez les magiciens drainant l'énergie (mana) de ces derniers lorsqu'ils sont lancés.
- Un Haut-Fait nommé « Pas de bras, pas de chocolat » est également présent dans le jeu World of Warcraft et pouvant être accompli sur le Boss Kologarn présent dans le Raid Ulduar.
- Dans Orcs Must Die!, le personnage, une fois un niveau accompli, peut donner cette réplique.
- Dans Chaos League, les commentateurs lancent « Il n'a pas de bras, il n'aura vraiment pas de chocolat » lorsqu'un joueur commet une maladresse avec le ballon.
- Dans le jeu Call of Duty: Black Ops 2, dans la map « Buried » par le personnage Marlton parlant à un zombie après lui avoir tiré dans un de ses bras.
- Dans Final Fantasy XV, une mission a pour nom « Pas de bras, pas de chocobo » en référence à cet animal emblématique de la série.

### Humour
- Les Chevaliers du Fiel citent cette expression dans le sketch Le Piège à gosse (à 2 minutes 36)[11].
- Waly Dia dans son sketch avec Guillaume Bats et ClemDown mettant en scène des parodies d'Adolf Hitler l'utilisent également[réf. nécessaire].
- Dany Boon l'utilise également dans son sketch « Music kassik ».
- Dans la pub parodique de Les Nuls pour le chocolat au lait de Boulain, la mère croque des carrés tandis que son enfant a les deux bras dans le plâtre.

### Manga
Zetman est un manga de Masakazu Katsura. L'expression apparaît au début du premier tome, lorsque le « papi » du jeune héros se fait couper le bras par un démon caméléon.

### Littérature
Pas de bras, pas de chocolat !, de Philippe Croizon, Éditeur : L'Opportun (Editions de) Parution : 24 mai 2017.